# Maria Bińczyk
Maria Bińczyk (ur. 17 września 1983 w Berlinie) – niemiecko-polska łyżwiarka figurowa, startująca w parach tanecznych. Uczestniczka zawodów z cyklu Junior Grand Prix, mistrzyni Polski juniorów (2003) oraz brązowa medalistka mistrzostw Polski seniorów (2004).

## Osiągnięcia

### Z Michałem Tomaszewskim (Polska)
| Zawody                | 02–03          | 03–04          |                |                |                |                |                |                |                |                |                |                |                |                |                |                |                |
| Międzynarodowe        | Międzynarodowe | Międzynarodowe | Międzynarodowe | Międzynarodowe | Międzynarodowe | Międzynarodowe | Międzynarodowe | Międzynarodowe | Międzynarodowe | Międzynarodowe | Międzynarodowe | Międzynarodowe | Międzynarodowe | Międzynarodowe | Międzynarodowe | Międzynarodowe | Międzynarodowe |
| --------------------- | -------------- | -------------- | -------------- | -------------- | -------------- | -------------- | -------------- | -------------- | -------------- | -------------- | -------------- | -------------- | -------------- | -------------- | -------------- | -------------- | -------------- |
| Finlandia Trophy      |                | 9              |                |                |                |                |                |                |                |                |                |                |                |                |                |                |                |
| Golden Spin of Zagreb |                | 6              |                |                |                |                |                |                |                |                |                |                |                |                |                |                |                |
| Nebelhorn Trophy      |                | 9              |                |                |                |                |                |                |                |                |                |                |                |                |                |                |                |
| Krajowe               |                |                |                |                |                |                |                |                |                |                |                |                |                |                |                |                |                |
| Mistrzostwa Polski    | 1 J            | 3              |                |                |                |                |                |                |                |                |                |                |                |                |                |                |                |

### Z Marco Derpią (Niemcy)
| JGP w Bułgarii  |    | 10 |
| JGP we Francji  | 10 |    |
| JGP w Polsce    | 13 |    |
| JGP we Włoszech |    | 12 |